# پاتریشا ۴۳۶
سیارک ۴۳۶ (به انگلیسی: 436 Patricia، نامگذاری:1898DT) چهارصد و سی و ششمین سیارک کشف شده‌است که در ۱۳ سپتامبر ۱۸۹۸ و در هایدلبرگ کشف شد.
قدر مطلق سیارک برابر ۹٫۸۰ است.